# Joris Potvlieghe

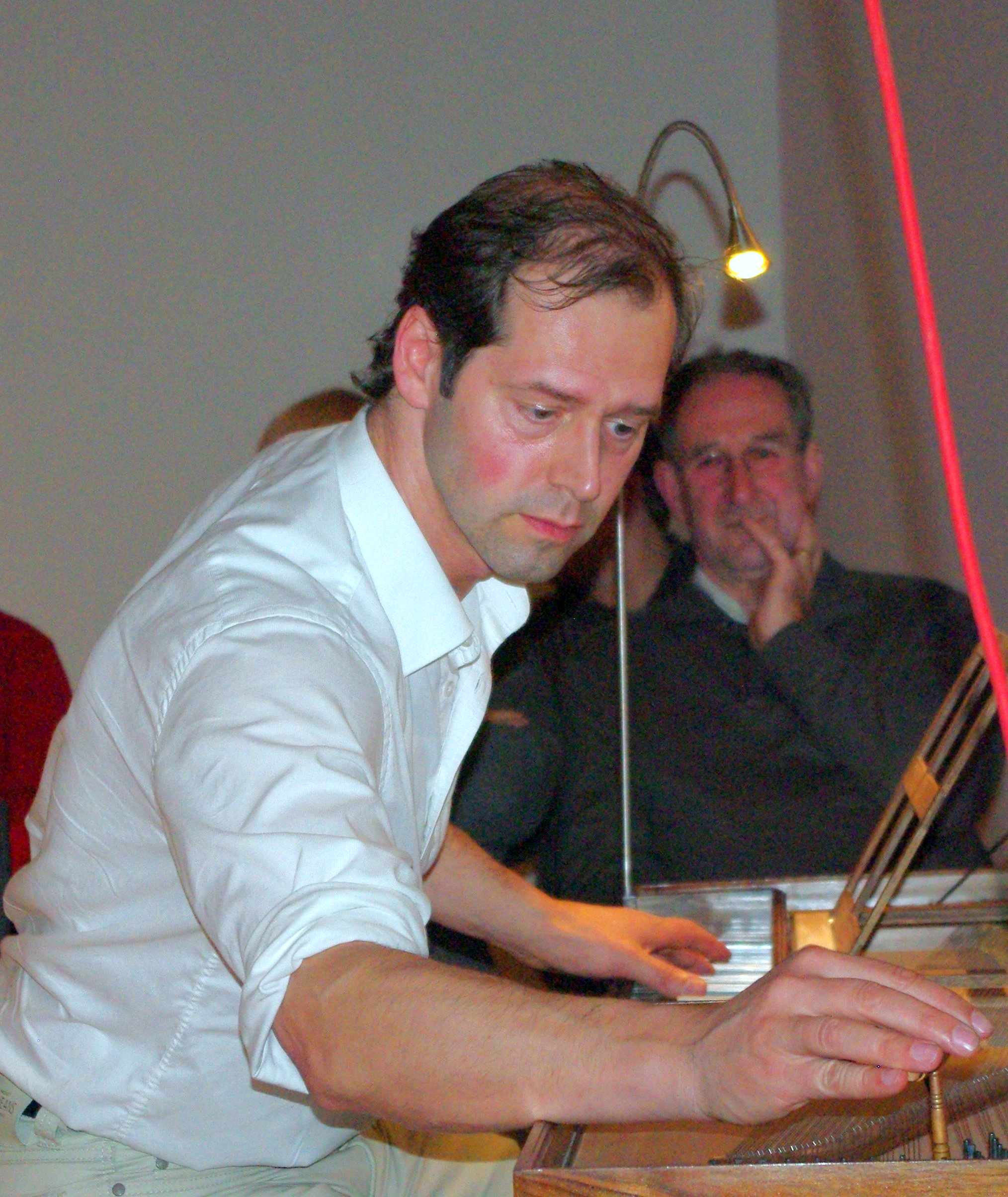
Joris Potvlieghe stemt een van zijn klavichorden

Joris Potvlieghe (Brussel, 17 augustus 1967) is een Belgische klavichord- en orgelbouwer die zijn atelier heeft in het Vlaams-Brabantse Tollembeek gelegen in het Pajottenland. 

## Biografie
Joris Potvlieghe is de zoon van beeldhouwster Gis De Maeyer en Ghislain Potvlieghe, eveneens instrumentenbouwer, in wiens atelier hij reeds als kind begon te experimenteren. Een andere instrumentenbouwer die hem in zijn jeugdjaren beïnvloedde, was Jan van den Hemel. Al toen hij 17 jaar oud was, bouwde hij naar een eigen ontwerp in het atelier van zijn vader zijn eerste instrument, een klavichord. (Het was bedoeld als studie-instrument voor hemzelf – de instrumenten die zijn vader bouwde, vonden altijd direct afnemers.)
Hij studeerde enkele jaren musicologie aan de KU Leuven; muziekgeschiedenis aan het conservatorium van Brussel, een studie die hij ook afrondde; en ook nog klavier aan het conservatorium van Mechelen. Hij begon als zelfstandig instrumentenbouwer in 1989; sinds 1991 is zijn atelier gevestigd in Tollembeek.

## Orgelbouwer
In de orgelbouw is zijn hoofdactiviteit de restauratie van historische instrumenten. Hem werden belangrijke restauratie-opdrachten toevertrouwd, o.a. van het grote Jean Le Royer-orgel (1662) in de Sint-Pieterskerk van Turnhout. Hij is gespecialiseerd in 17e-eeuwse Vlaamse orgels, waarover hij een uitgebreid artikel gepubliceerd heeft. Op basis van de inzichten verworven tijdens de studie van deze orgels bouwde hij in 1998–99 zijn eerste en tot nu toe (2012) enige orgel, het "wondermooie" koororgel van de Sint-Servaasbasiliek te Grimbergen.

## Klavichordbouwer
Maar vanaf zijn eerste klavichord is dit instrument hem het meest blijven interesseren. Hij bouwt voornamelijk ongebonden dubbelbesnaarde klavichorden geïnspireerd op Saksische modellen, zoals instrumenten van Gottfried Silbermann (1683–1753), Christian Ernst Friederici (1709–1780), Gottfried Joseph Horn (1739–1797) en Philipp Jacob Specken (ca. 1685–1762). Maar hij maakt geen exacte kopieën. Vanaf zijn allereerste instrument experimenteerde hij met allerlei wijzigingen (onder andere met een open houten raamwerk als bodem in plaats van een massieve plank) van het historische model waarop hij zijn instrument baseerde. Bij het bouwen van zijn twaalfde klavichord (in 1991) ondernam hij een poging een exacte kopie te maken, van een Horn-klavichord, dat hij nauwkeurig opmat. Toen het origineel en zijn kopie naast elkaar stonden, "moest ik mezelf wel afvragen hoe het mogelijk was dat de twee instrumenten zo verschillend waren. Mijn kopie zag er hetzelfde uit, maar ze was verschillend." Vanaf dat moment bouwt hij zijn instrumenten niet langer op basis van precieze metingen, die een onverwacht resultaat hadden gegeven, maar volgens een systeem van proporties. Zelf baseert hij zijn proporties op het twaalftallig stelsel, maar het idee van proporties werd volgens hem ook door de oude meesters toegepast. Deze proporties hanteert hij echter met enige soepelheid, zodat ieder van zijn instrumenten anders is dan al zijn voorgangers. Hij geeft als reden van zijn blijvend experimenteren "dat je bij elk instrument streeft naar nóg beter". Het gevolg is dat zijn laatste instrument zijn lievelingsinstrument is "[om]dat je je laatste instrument dan ook het beste en mooiste vindt."

### Reputatie van Potvlieghes klavichorden
Er staan Potvlieghe-klavichorden in heel Europa, maar ook in andere continenten vindt men er, in Noord- (VS, Canada) en Zuid-Amerika (Brazilië), in Azië (Japan, Zuid-Korea) en in Oceanië (Sidney).
Zijn klavichorden worden ook vaak gebruikt voor opnamen, met name voor de opnamen die Miklós Spányi maakt voor BIS Records van het verzamelde klavierwerk van Carl Philipp Emanuel Bach, de klavichord-componist par excellence.
Tijdens "Klavechord in Primetime", een festival uitsluitend gewijd aan muziek voor klavichord, van 9 tot en met 18 maart 2012 georganiseerd door en in het Augustinus Muziekcentrum (Amuz) (Antwerpen), en door het "Huis van de Polyfonie" (gevestigd in de Abdij van 't Park in Heverlee bij Leuven) werden een aantal door Joris Potvlieghe gebouwde klavichorden in Amuz tentoongesteld.

## Een paar instrumenten gebouwd door Joris Potvlieghe

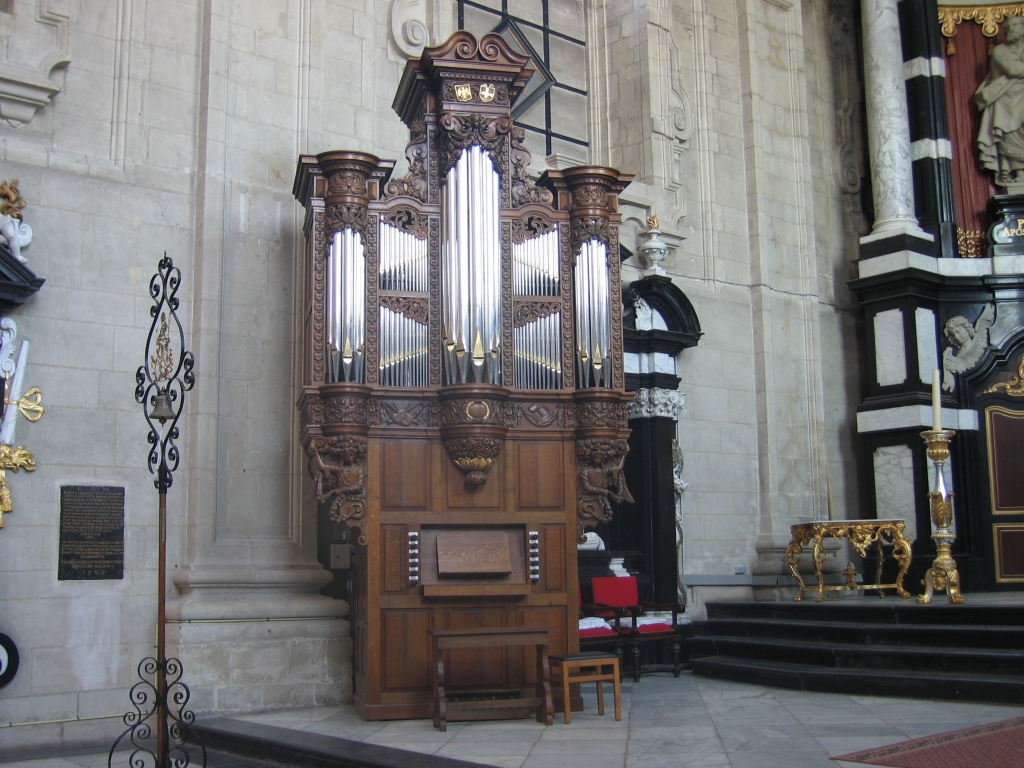
Koororgel in de abdijkerk van Grimbergen
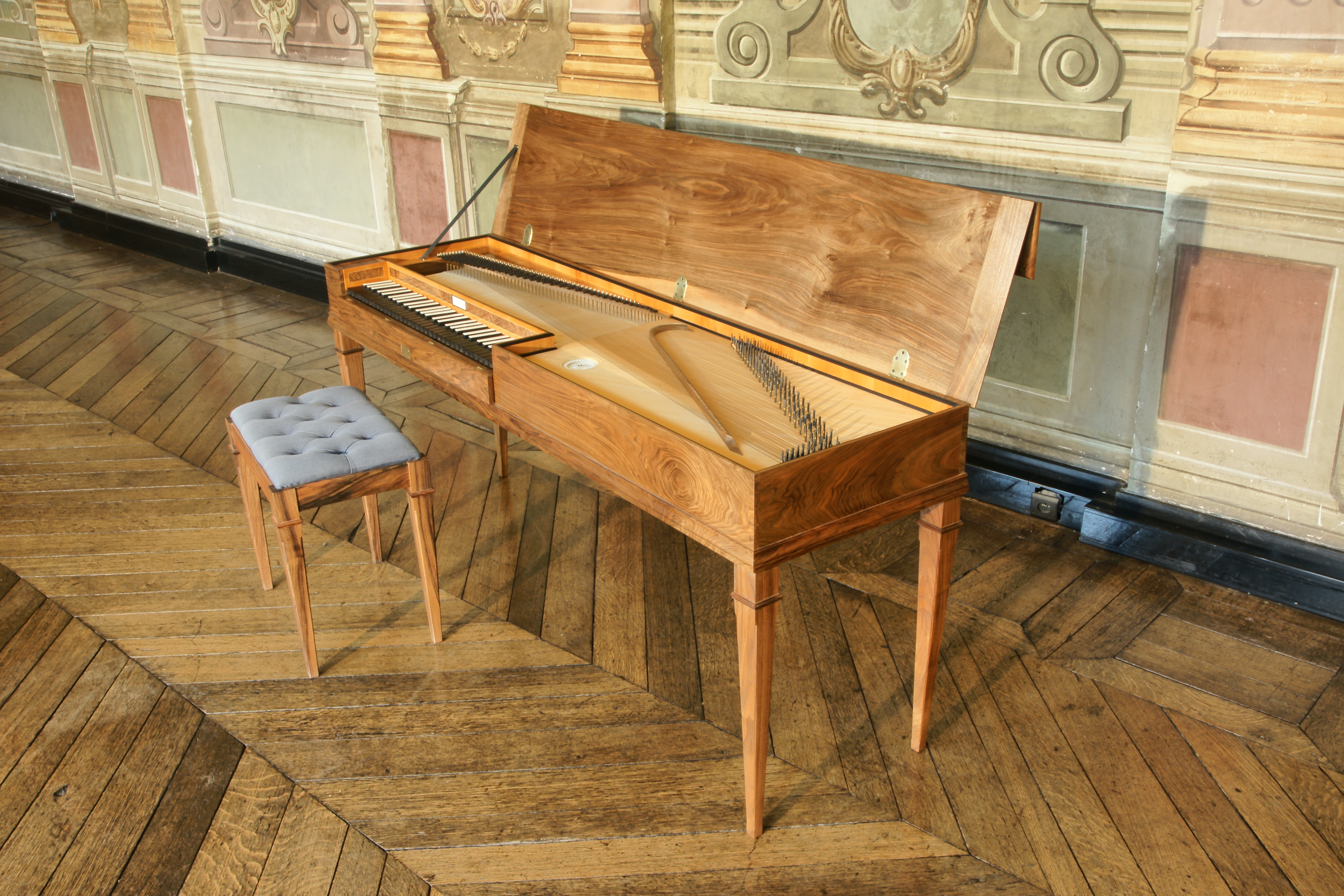
Klavichord gebouwd in 2010 in de Saksische stijl van het jaar 1782

## Voetnoten
1. ↑  Thomsen 2007:2.
2. ↑  Joris Potvlieghe (2001–2002) "Esthetiek en klankidentiteit in het graafschap Vlaanderen van de 17de eeuw" Orgelkunst jg 24 p 211–223 & jg 25 p 131–151.
3. ↑  D'Hooghe 2008:33; in dezelfde passage schrijft D'Hooghe over Potvlieghes opus 1 dat deze hiermee "meteen een meesterworp" deed.
4. ↑  Taes 2012:[11].
5. ↑  Citaat vertaald uit Thomson 2007, waarin het verhaal van deze kopieerpoging en van zijn overgang naar een proportioneel systeem staat.
6. ↑  Beide citaten uit Taes 2012:[15].
7. ↑  D'Hooghe 2008:333.
8. ↑  Volgens de website van BIS waren er in juni 2012 reeds 25 cd's verschenen.
9. ↑  Tops 2012.

Familie Anneessens · Charles Anneessens · Jules Anneessens · Pieter-Hubertus Anneessens · Frans Boon · Arnold Clerinx · George Cloetens · Gebroeders Decap Antwerpen · Frans Decap · Delhaye · Familie Delmotte · De Volder · Philippe Forrest · Hooghuys · Kerckhoff · Loncke · Loret (familie) · Leo Lovaert · Mortier · Joris Potvlieghe · Pierre Schyven · Theodoor Smet · Gebroeders Van Bever · Pieter-Adam Van Dinter · Charles Louis Vanhoutte · Van Peteghem · Familie Verbeeck · Vereecken · Wim Winters